# فرودگاه رباط سله
 فرودگاه رباط سله (به انگلیسی: Rabat-Salé Airport) یک فرودگاه همگانی و نظامی با کد یاتا RBA است که یک باند فرود آسفالت دارد و طول باند آن ۳۵۰۰ متر است. این فرودگاه در شهر رباط (مراکش) کشور مراکش قرار دارد و در ارتفاع ۸۴ متری از سطح دریا واقع شده است.

## شرکت‌های هواپیمایی و مقصدهای پروازی

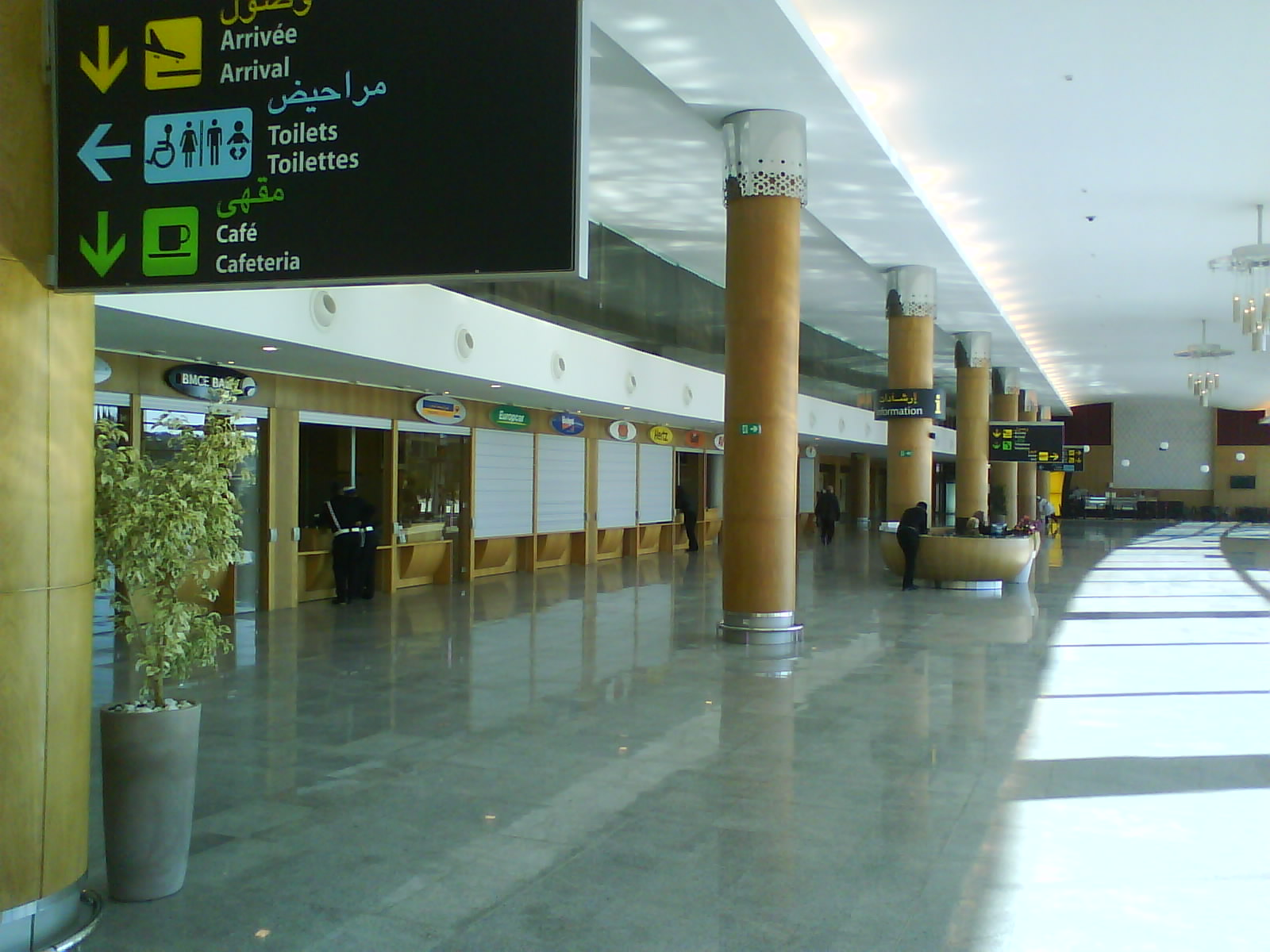
Public area of the new Terminal 1

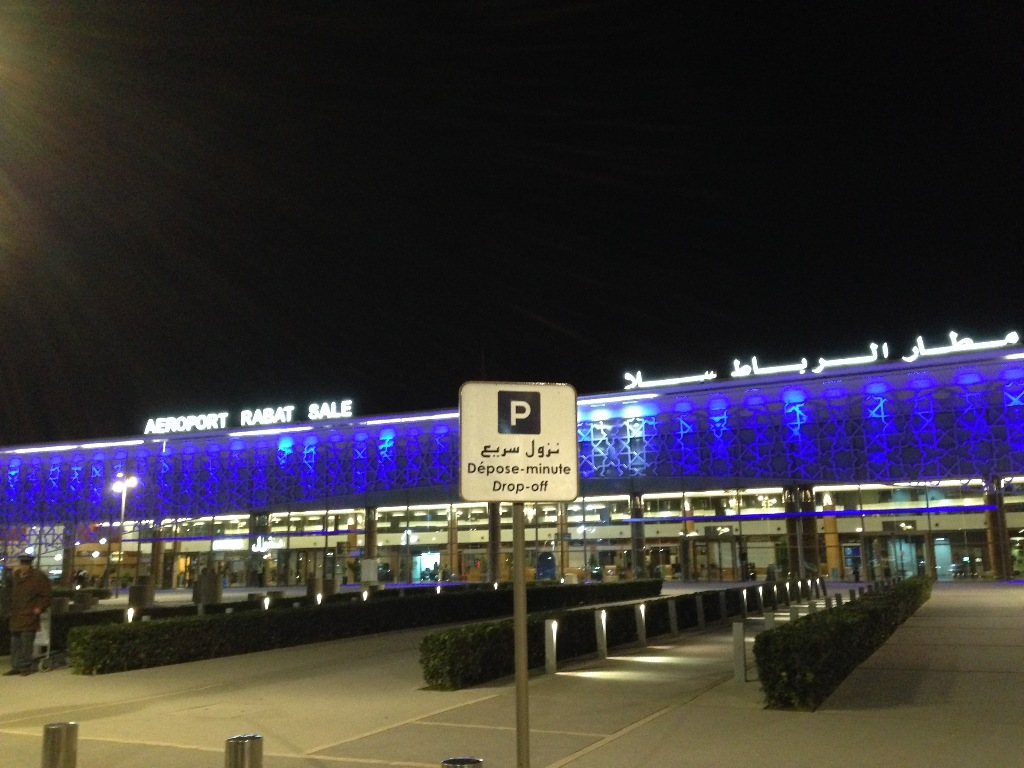
Rabat Airport at night

| شرکت‌های هواپیمایی                                         | مقصدهای پروازی |
| --------------------------------------------------------- | --- |
| ایر فرانس                                                 | شارل دوگل پاریس |
| هواپیمایی اتحاد                                           | ابوظبی |
| هواپیمایی پادشاهی مراکش                                   | بروکسل، اورلی، گاتویک، هیترو لندن، مادرید-باراخاس، مارسی پروانس فصلی: اگادیر المسیره، ملک عبدالعزیز                                         |
| هواپیمایی پادشاهی مراکش اجرا توسط Royal Air Maroc Express | محمد پنجم |
| رایان‌ایر                                                  | باووایس-تیلی، بروکسل جنوب شرلروآ، ویزه (آغاز از ۳۰ اکتبر ۲۰۱۷), جیرونا-کاستا براوا، استانستد لندن، مادرید-باراخاس، مارسی پروانس، چمپینو، رم |
| هواپیمایی سعودی                                           | فصلی: ملک عبدالعزیز |
| TUI fly Belgium                                           | بروکسل، اورلی، بروکسل جنوب شرلروآ |